# شارب القط الأهليلجي
شارب القط الأهليلجي (الاسم العلمي:Orthosiphon ellipticus) هو نوع من النباتات يتبع جنس شارب القط من الفصيلة الشفوية.